# Halone flavescens
Halone flavescens là một loài bướm đêm thuộc phân họ Arctiinae, họ Erebidae.